# Štáblovice
Štáblovice är en ort i Tjeckien. Den ligger i den östra delen av landet, 240 km öster om huvudstaden Prag. Štáblovice ligger 324 meter över havet och antalet invånare är 585.
Terrängen runt Štáblovice är kuperad åt sydost, men åt nordväst är den platt. Runt Štáblovice är det ganska tätbefolkat, med 111 invånare per kvadratkilometer. Närmaste större samhälle är Opava, 8,9 km nordost om Štáblovice. Trakten runt Štáblovice består till största delen av jordbruksmark.